# Domostroi

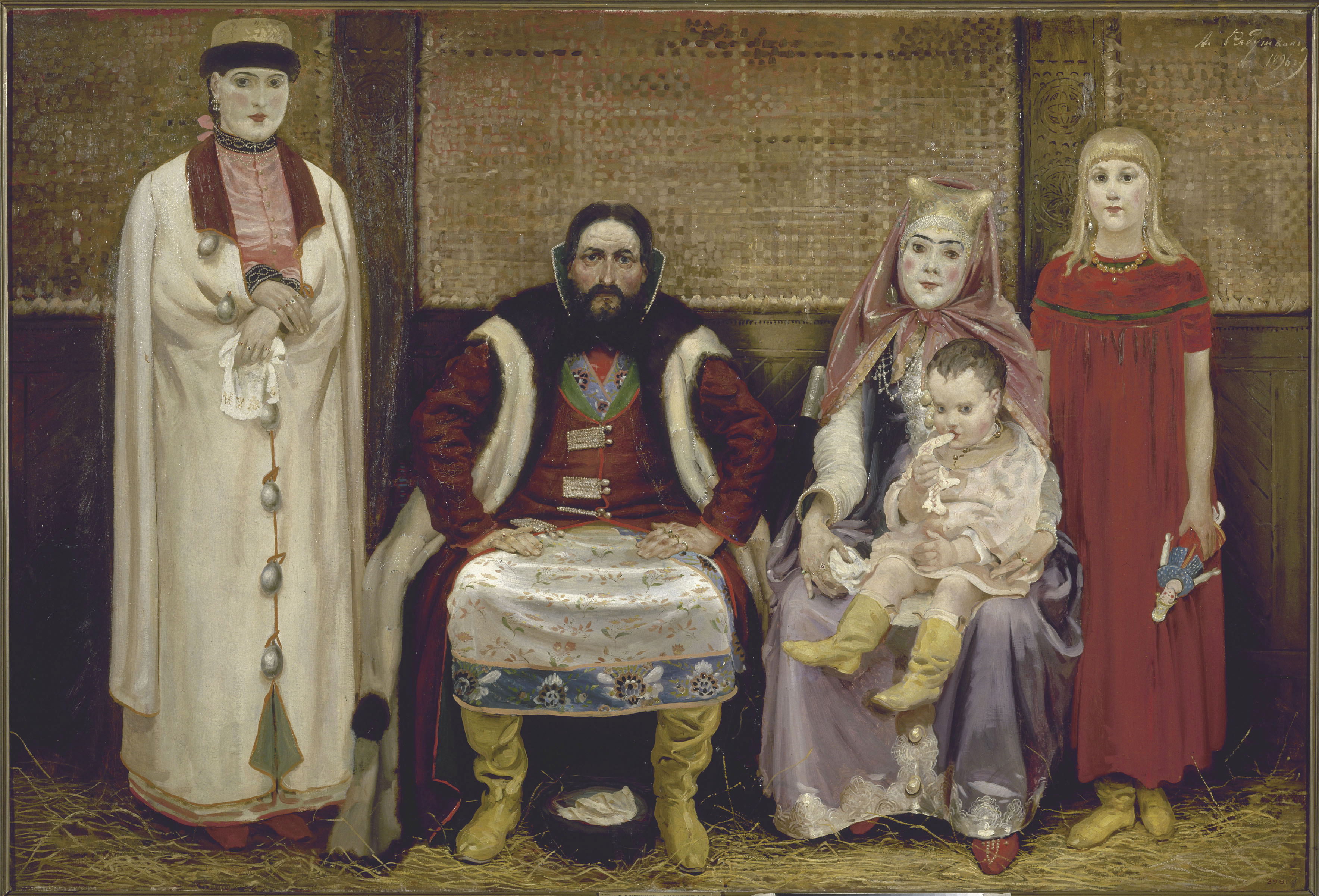
Imagine idealizată a unei familii de comercianți moscoviți (Familie de comercianți din secolul al XVII-lea, Andrei Riabușkin, 1896)

Domostrо́i (în rusă Домостро́й) este un vestigiu al literaturii ruse a secolului al XVI-lea, fiind o culegere de legi, sugestii, sfaturi și instrucțiuni referitoare la viața omului și familiei, dar și răspunsuri la întrebări ce țin de societate, religie și gospodărie. Valorile impuse de Domostroi sunt în mare parte subordonarea față de Dumnezeu, de Țar și de Biserică. Obligațiile creștine principale promovate de Domostroi sunt postul, rugăciunile, venerarea icoanelor și darea pomenilor. Astăzi, acest text are un sens peiorativ. A fost folosit de către Aleksandr Herzen (în Amintiri și cugetări) și de Ivan Turghenev (în Părinți și copii) ca referință la tirania patriarhală tradiționalistă promovată de conținuturile sale. 

## Istoria
În opinia mai multor istorici ruși, cartea „Domostroi” a apărut în secolul XV, pe timpurile Republicii Novgorodului, în orașul Velikii Novgorod. Istoricii susțin că acest text este mai degrabă o colecție a mai multor texte deja existente contemporane. Cartea s-a răspândit practic imediat printre boierii și negustorii novgorodeni.
Pe la mijlocul secolului XVI „Domostroi”-ul a fost rescris de către confesorul cneazului Ivan cel Groaznic - protoiereul Silvestru, pentru a-l face mai accesibil cneazului pe atunci încă tânăr. Acest fapt i-a făcut pe mulți istorici să-l considere anume pe protoiereul Silvestru autor al acestui text.
Redactarea nouă a „Domostroi”-ului a fost inițial făcută de un călugăr al mănăstirii Ciudov din Moscova, apoi de egumenul Karion(Istomin) în secolul XVII. Varianta nouă era, mai degrabă, o îmbinare e variantelor deja existente atunci.

## Structura
În varianta protoiereului Silvestru „Domostroi”-ul este format din prefață, 67 de capitole și „Cuvânt și pedeapsă de la tată la fiu”, toate grupate după următoarele clasificări:

### Despre structura spirituală (rus. «Как веровати», „Cum să crezi”)
Este prescrisă credința în „Trinitatea indivizibilă” și întruparea lui Iisus Hristos. Este recomandată onorarea icoanelor cu Iisus Hristos, „Preacuratei sale Maici” și „tuturor sfinților”. Este descrisă inevitabilitatea rugăciunilor, semnului crucii, sărutării icoanelor și moaștelor, și împărtășaniilor. Este menționat, că în timpul împărtășaniei mestecarea prescurii și clefăirea sunt interzise.

### Despre organizarea societății (rus. «Как царя чтити», „Cum să te supui Țarului”)
Țarul și cneazul trebuie considerați ca și reprezentanți ai lui Dumnezeu pe pământ. 

### Despre comportamentul în ospeție și la masă
Înainte de a intra în casa gazdei, se recomandă ca căciula sau pălăria să fie scoase, oaspetele să-și sufle nasul, să-și curețe picioarele murdare, să se roage și apoi să bocănească la ușă. În ospeție oaspetele nu ar trebui să-și scobească nasul, să privească în jur și să mănânce fără voia gazdei. Este interzis, ca oaspetele să ia ceva de pe masa gazdei fără voie. Înainte de masă, se recomandă slăvirea „Tatălui, Fiului și Sfântului Duh”.

### Despre comportamentul în biserică
În biserică nu se țin discuții, nu se reazemă de pereții bisericii, nu se întârzie la slujbe și nu se părăsește biserica până când slujba ia sfârșit.

### Despre gestionarea și organizarea gospodăriei
Fiecare gospodărie trebuie să aibă o icoane, în fața căreia, în timpul rugăciunilor, se aprind lumânări. Rugăciunile nu trebuie să fie mai rare de 2 ori pe zi: dimineața și seara. Casa trebuie menținută în curățenie, praful trebuie constant șters. Munca trebuie începută cu mâinile curate, cu rugăciunea „Doamne miluiește-ne pe noi” și cu facerea semnul crucii. Este sugerată și păstrarea unor rezerve alimentare.

### Despre organizarea familiei
„O soție ce e bună, harnică și tăcută e o coroană pentru soț”.
„Nu-ți fie milă de copilul mic când îl bați: dacă-l pedepsești cu o nuia, el nu va muri, ci va deveni mai sănătos”
„Domostroi”-ul susține că fiecare membru al unei familii trebuie să fie „sătul și îmbrăcat” și să aibă frică față de Dumnezeu. Fiecare membru al familiei trebuie să aibă niște obligații: soțul - să lucreze și să facă rost de alimente, soția - să gestioneze gospodăria și să supravegheze copiii, iar copiii (chiar și cei mari) - să fie supuși părinților și poruncilor lor. Conform „Domostroi”-ului, o soție trebuie să fie „harnică și tăcută”; este foarte rău dacă soția „chefuiește”, „bârfește” sau „preacurvește”. Soția trebuie să discute mereu cu soțul său orice activitate legată de gospodărie. Copiii trebuie educați (chiar și cu ajutorul forței fizice - «не ослабляи, бия младенца» - „nu-ți fie milă, bătându-ți copilul”); astfel, fiicele trebuie învățate lucrul de mână, iar fiii - meșteșugurile. Fetele sunt încurajate de mici să strângă o zestre care să cuprindă țesături, haine și veselă. Părinții trebuie mereu ascultați și respectați, iar copiii care nu se supun vor fi excluși din biserică și vor avea parte de „o moarte înverșunată prin sancțiune civilă”.

### Despre zestre (îmbrăcăminte, veselă, obiecte de uz casnic)
În garderobă trebuie să fie prezente o cămașă și cizme, care se îmbracă pe timp bun, de sărbători sau „pentru oameni buni”. Hainele de muncă trebuie să fie separate de cele de sărbătoare. Hainele (caftanele, sarafanele, șubele) și lingeria de pat (cearceafurile, plapumele și prosoapele) trebuie menținute în curățenie, când e necesar - uscate sau curățite și puse în cufăr. Iar bijuteriile trebuie păstrate într-un loc sigur, de dorit cu lacăt. Din veselă sunt menționate bratina, lingura, polonicul, jgheabul din lemn, tigaia, pirostria, sita. Vesela trebuie să fie acoperită.

### Bucate recomandate, menționate
Dintre felurile de mâncare menționate amintim: supa de varză, răcituri, botvinia (supă rece), terci (ovăz, hrișcă, orz), carne (de porc, de vită, de berbec, de pui, de gâscă, de rață), pește (nisetru afumat, morun, hering), icrele de pește alb, icre negre, colțunași, ouă, brânză, smântână, unt, lapte, ciuperci, varză, nap, sfeclă, mazăre, castraveți, usturoi, morcov, pateuri, colaci, clătite, morsul din vișină și zmeură, kvass, kissel, bragă, bere, mere, pere, pepene galben, nuci.